# Гран-Пара
Гран-Пара (порт. Grão Pará) — муниципалитет в Бразилии, входит в штат Санта-Катарина. Составная часть мезорегиона Юг штата Санта-Катарина. Находится в составе крупной городской агломерации Агломерация Тубаран. Входит в экономико-статистический микрорегион Тубаран. Население составляет 6569 человека на 2024 год. Занимает площадь 336,17 км². Плотность населения — 19,5/км².

## История
Город основан 21 июня 1958 года.

## Статистика
- Валовой внутренний продукт на 2003 составляет 60.217.991,00 реалов (данные: Бразильский институт географии и статистики).
- Валовой внутренний продукт на душу населения на 2003 составляет 10.054,77 реалов (данные: Бразильский институт географии и статистики).
- Индекс развития человеческого потенциала на 2000 составляет 0,826 (данные: Программа развития ООН).